# عزان (وضرة)

تعديل مصدري - تعديل

عزان هي إحدى قرى عزلة العميسي بمديرية وضرة التابعة لمحافظة حجة، بلغ تعداد سكانها 745 نسمة حسب تعداد اليمن لعام 2004.